# Necropoli di Montalè
La necropoli ipogeica di Montalè è un sito archeologico prenuragico situato nella periferia estrema di Sassari, quasi a ridosso delle ultime palazzine del quartiere satellite di Li Punti.
Scoperto casualmente all'inizio degli anni '80, il complesso è stato oggetto di indagini archeologiche nel 1983 e nel 2001 ad opera delle archeologhe Paola Basoli e Alba Foschi Nieddu. In base alle caratteristiche architettoniche e decorative, è stato possibile collocare cronologicamente il sito nella Cultura di Ozieri del Neolitico Finale (3500-2900 a.C.) ma con riutilizzo degli ipogei anche nell'Età del Rame (2500 a.C.) attestato dal ritrovamento in loco di frammenti fittili appartenenti alla cultura di Monte Claro.

## Descrizione
La necropoli è costituita da sei ipogei del tipo a domus de janas ricavati in un bancone di roccia calcarea affiorante. L'immediata vicinanza di una cava di tufo, ai bordi della quale si individuano poche tracce di altri ipogei, fa ipotizzare un'estensione del sito superiore a quella attuale. Delle sei domus presenti una risulta pressoché distrutta, tre sono state riadattate come rustici in epoca storica, dopo l'apporto di sostanziali modifiche alla pianta, e solamente le ultime due (Tombe V e VI) hanno conservato la struttura originaria.

### La Tomba V
La Tomba V è quella che riveste maggior interesse per la presenza, nel vano principale, di decorazioni architettoniche e figurative scolpite a basso rilievo nella roccia. In particolare risaltano sei protomi taurine, con testa rettangolare allungata ed ampie corna semilunate, ed un corno taurino "a barca" scolpito al di sopra del portello di accesso ad un vano laterale. È per tale motivo che la Tomba V viene chiamata anche "Tomba delle protomi taurine".
L'accesso alla domus avviene tramite un pozzetto che immette ad una anticella, una sorta di vestibolo, priva del soffitto originario. Segue la stanza principale, un ambiente rettangolare di m 3,40 x 3 x 1,25, con pilastro centrale. Disposte a raggiera intorno al vano principale sono presenti sette celle, accessibili attraverso tre portelli, ornati da cornici, lesene e finti architravi, situati di fronte ed ai due lati dell'ingresso.
Il tipo di protome bovina di questa domus de janas è assimilato alla Tomba maggiore della necropoli di S'Adde 'e Asile di (Ossi), alle tombe IV e VI della necropoli di Calancoi (Sassari) e alle domus della Roccia dell'Elefante (Castelsardo) e dell'Orto del Beneficio Parrocchiale di Sennori.

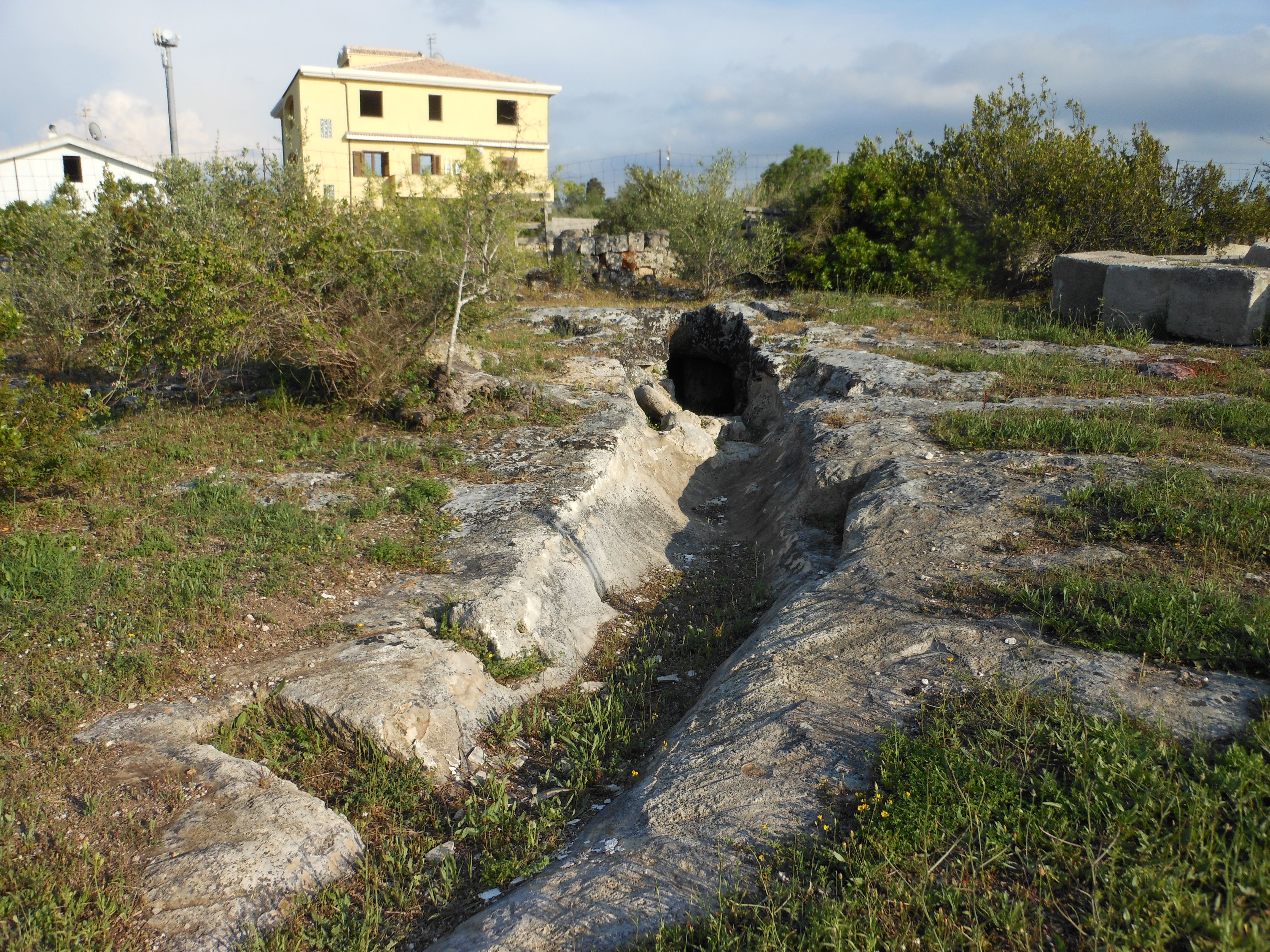
L'ingresso a dromos della Tomba VI

### La Tomba VI
A differenza della precedente questa tomba ha schema planimetrico "a proiezione longitudinale" ovvero l'ingresso non avviene tramite calatoia ma percorrendo un corridoio orizzontale (dromos) della lunghezza di circa 7 metri.
La Tomba VI presenta una camera principale dotata di pilastro centrale a sorreggere il soffitto, con tre celle laterali poste a "T", una delle quali semidistrutta a causa della cava posta nelle immediate vicinanze. In questo ipogeo non sono presenti decorazioni di tipo figurativo ma soltanto cornici ornamentali.

## Galleria d'immagini

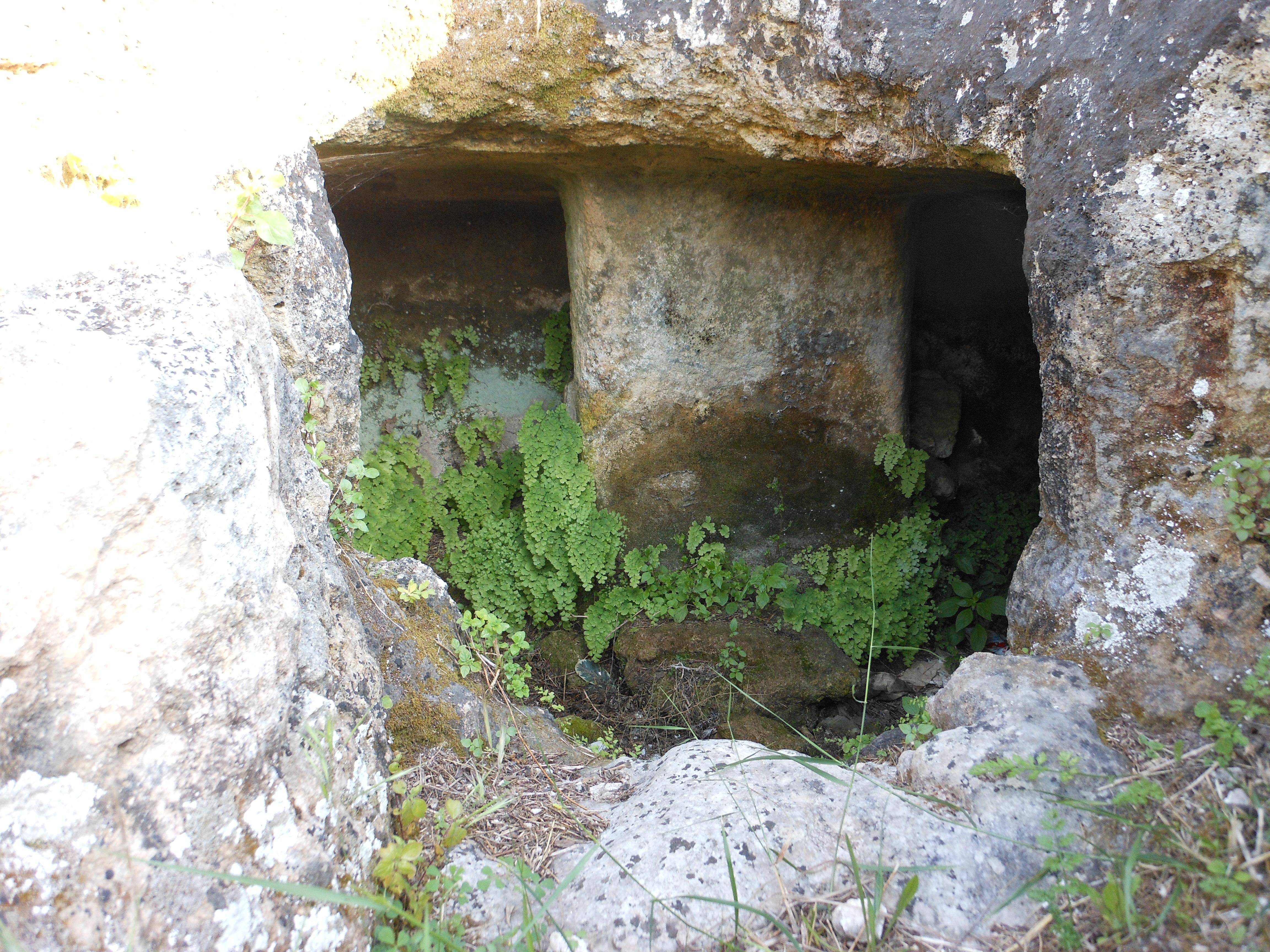
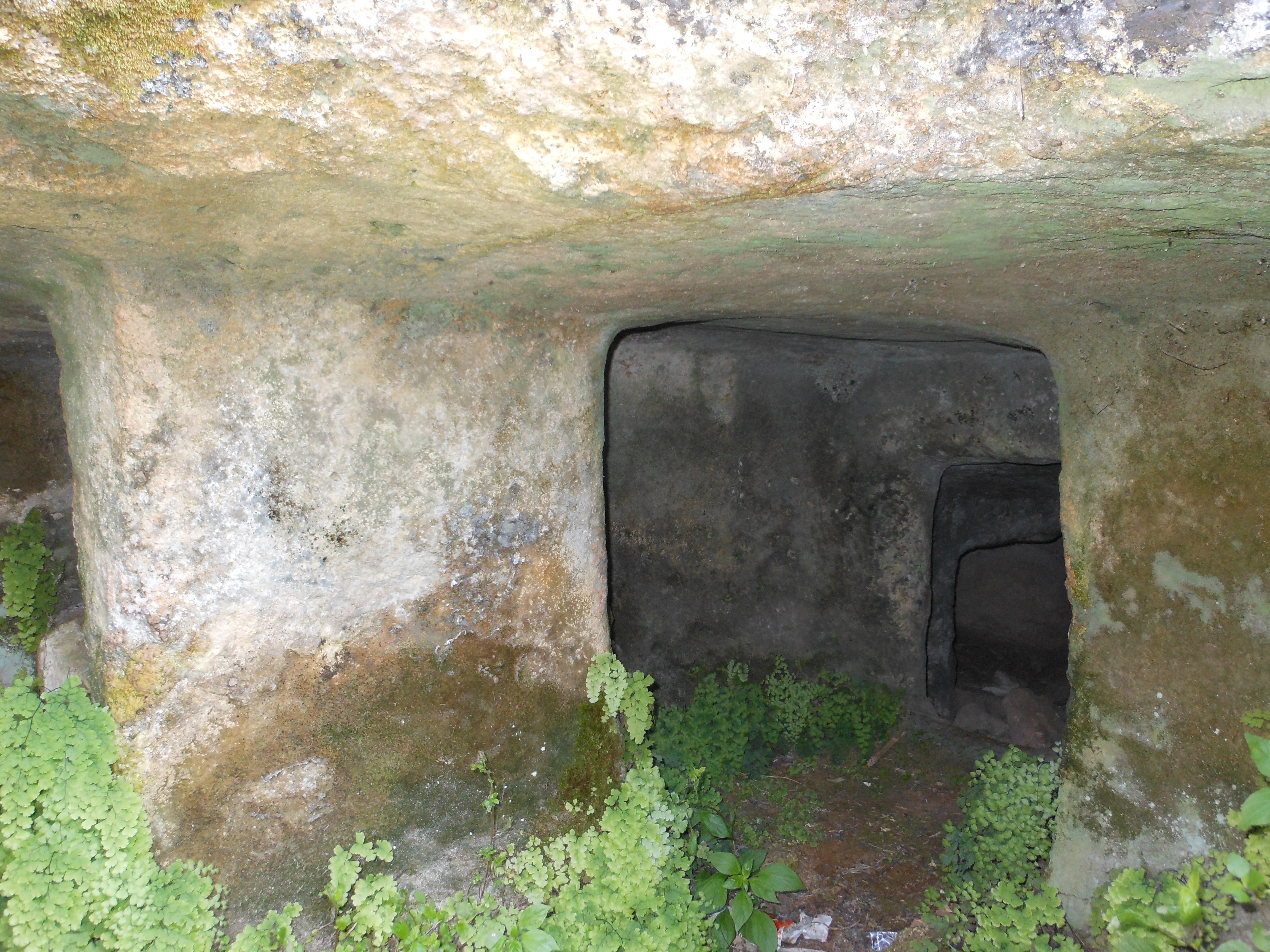
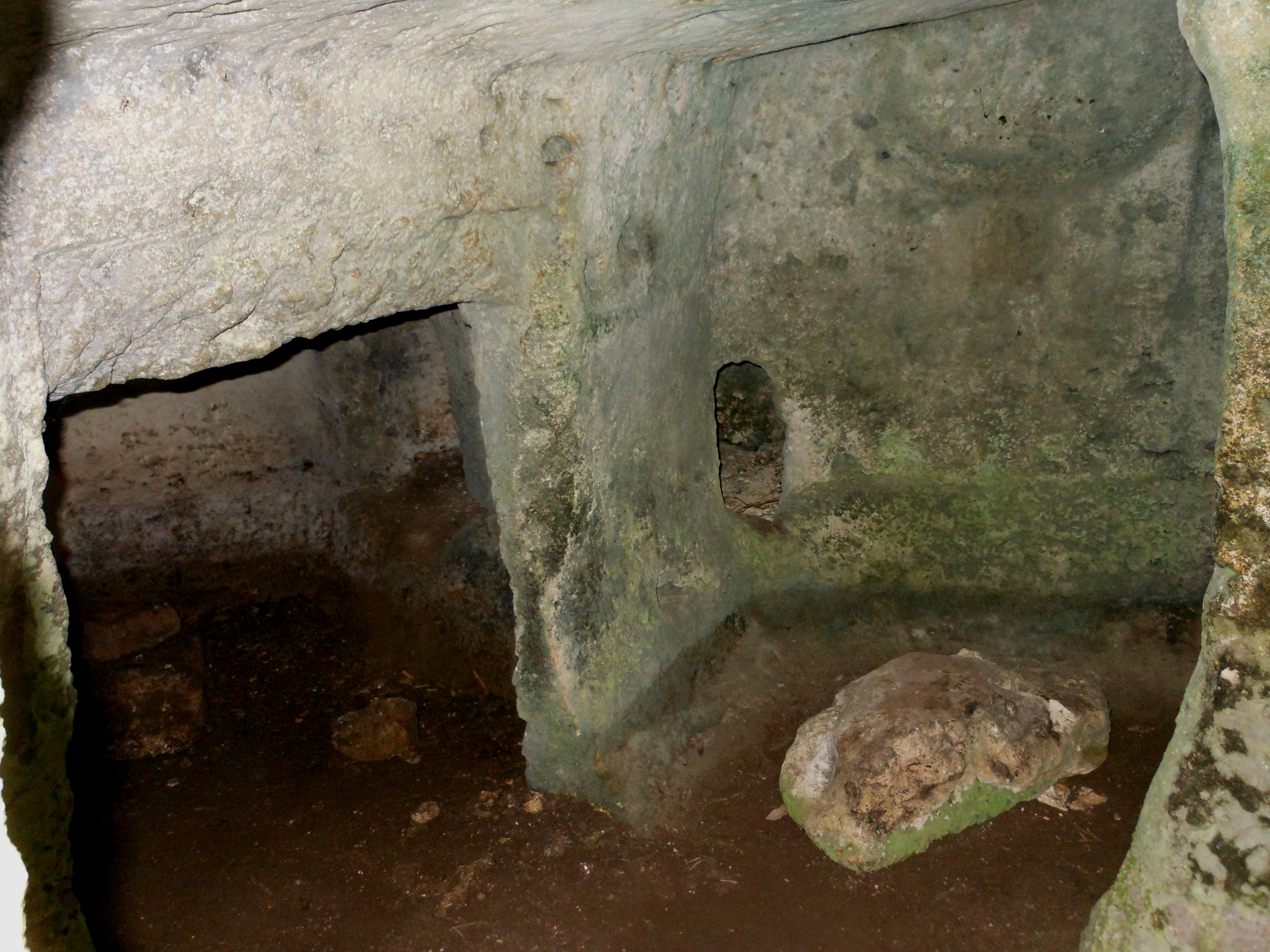
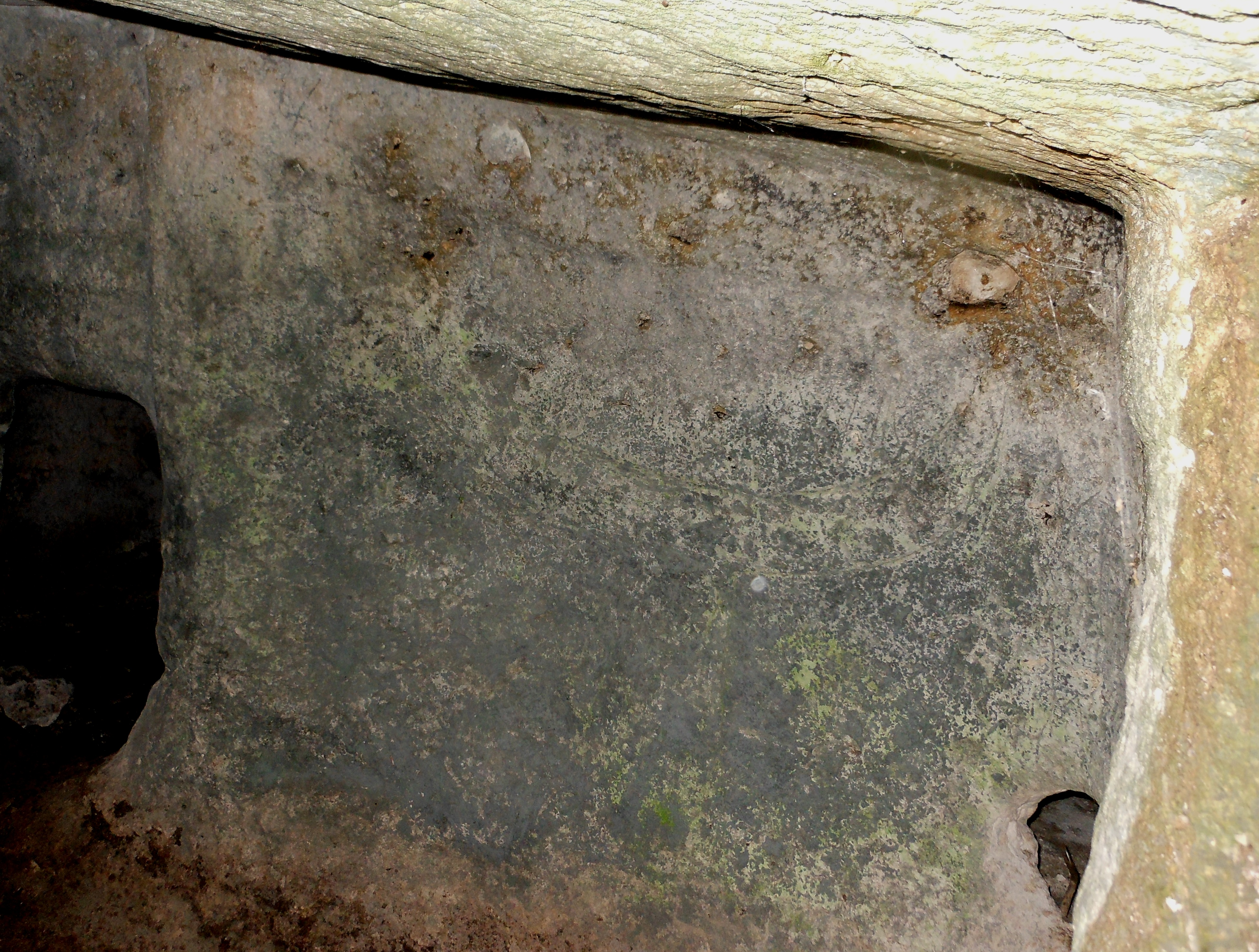
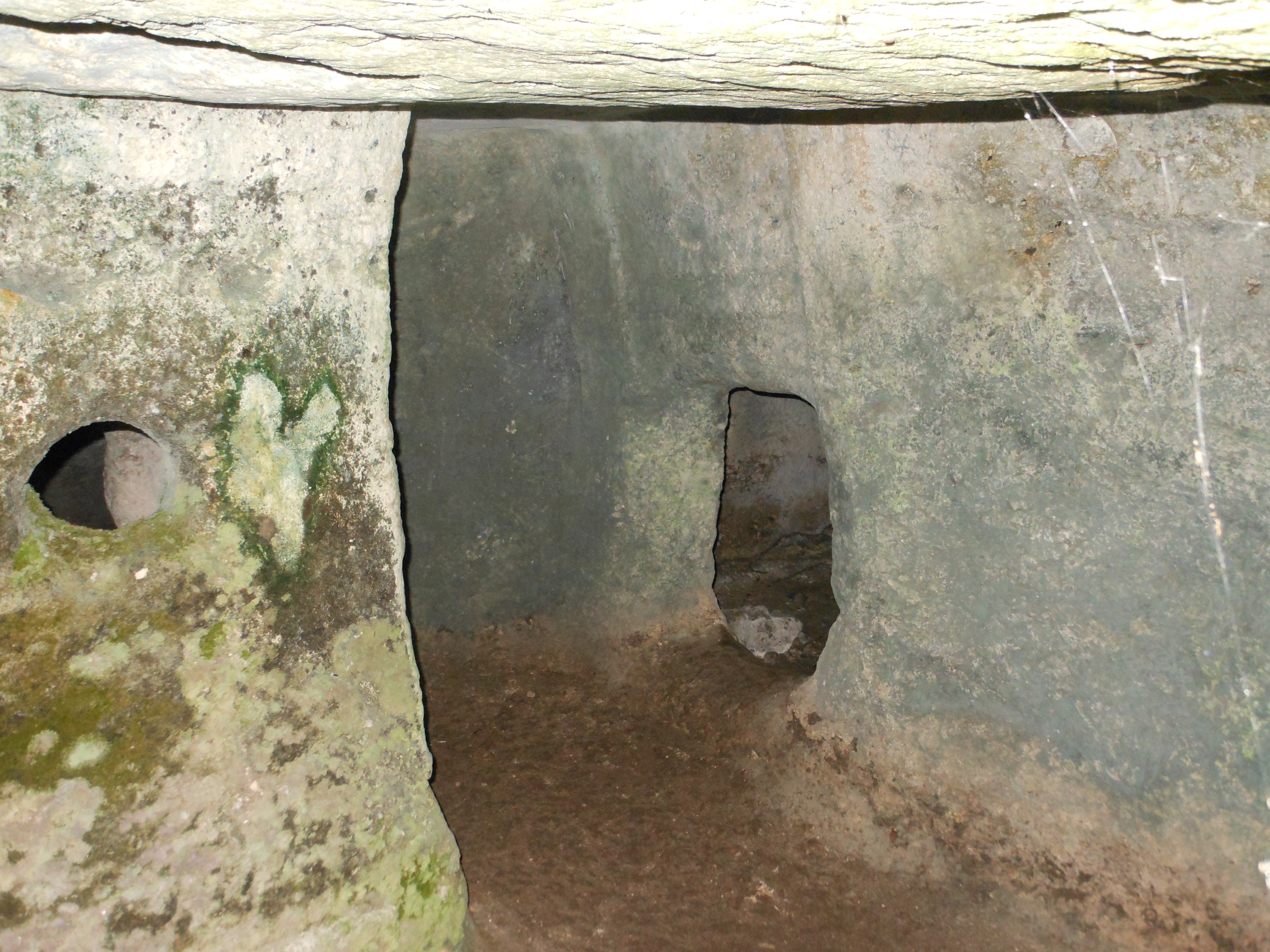